# Oh, pretty woman
Oh, pretty woman is een single van de Amerikaanse zanger Roy Orbison. Hij schreef het nummer samen met Bill Dees, een liedjesschrijver met wie hij veel samen deed. It's over, de voorganger van Oh, pretty woman, is door hetzelfde duo geschreven.
Oh, pretty woman was een wereldwijde hit en haalde de eerste plaats in onder andere de Billboard Hot 100 (Verenigde Staten) en de UK Singles Chart (Groot-Brittannië). In 1991 kreeg Roy Orbison postuum de Grammy Award voor een live-uitvoering op het kabelnetwerk Home Box Office uit 1988. In 1999 kreeg het lied een Grammy Hall of Fame Award en werd het op de lijst van de ‘500 Songs that Shaped Rock and Roll’ van de Rock and Roll Hall of Fame gezet. In 2004 zette het blad Rolling Stone het nummer op de 222e plaats op de lijst van ‘The 500 Greatest Songs of All Time’.
De titel van de film Pretty Woman uit 1990 is geïnspireerd door dit nummer, dat trouwens ook in die film te horen is.
Het liedje vertelt hoe de zanger een mooie vrouw langs ziet lopen. Hij begint over haar te fantaseren en vraagt zich af of ze misschien ook eenzaam is, net zoals hij. Plots keert ze zich om en loopt naar hem toe.

## Tracklist

### 7" Single
London FLX 3135 [nl] (01-08-1964), Monument 45-851 [us] (01-08-1964)
1. Oh, pretty woman - 2:55
2. Yo te amo Maria - 3:15

Monument MNT S 1054 (1974)
1. Oh, pretty woman - 2:55
2. It's over - 2:47

## Hitnoteringen
| Oh, pretty woman           | Oh, pretty woman      | Oh, pretty woman | Oh, pretty woman | Oh, pretty woman | Oh, pretty woman | Oh, pretty woman | Oh, pretty woman | Oh, pretty woman | Oh, pretty woman | Oh, pretty woman | Oh, pretty woman | Oh, pretty woman | Oh, pretty woman | Oh, pretty woman | Oh, pretty woman | Oh, pretty woman | Oh, pretty woman | Oh, pretty woman | Oh, pretty woman | Oh, pretty woman |
| Hitlijst                   | Datum van binnenkomst | Week:            | 1                | 2                | 3                | 4                | 5                | 6                | 7                | 8                | 9                | 10               | 11               | 12               | 13               | 14               | 15               | 16               | 17               | Laatste notering |
| -------------------------- | --------------------- | ---------------- | ---------------- | ---------------- | ---------------- | ---------------- | ---------------- | ---------------- | ---------------- | ---------------- | ---------------- | ---------------- | ---------------- | ---------------- | ---------------- | ---------------- | ---------------- | ---------------- | ---------------- | ---------------- |
| Tijd voor Teenagers Top 10 | 19-09-1964            | Positie:         | 9                | 5                | 2                | 1                | 1                | 1                | 1                | 1                | 1                | 1                | 1                | 1                | 2                | 2                | 3                | 4                | 5                | 09-01-1965       |
| Nederlandse Top 40         | 02-01-1965            | Positie:         | 3                | 3                | 3                | 8                | 15               | 15               | 19               | 33               |                  |                  |                  |                  |                  |                  |                  |                  |                  | 20-02-1965       |

### NPO Radio 2 Top 2000
| Nummer met noteringen in de NPO Radio 2 Top 2000 | '99 | '00 | '01 | '02 | '03 | '04 | '05 | '06 | '07 | '08 | '09  | '10 | '11  | '12  | '13  | '14  | '15  | '16  | '17  | '18  | '19  | '20  | '21  | '22  | '23  | '24  |
| ------------------------------------------------ | --- | --- | --- | --- | --- | --- | --- | --- | --- | --- | ---- | --- | ---- | ---- | ---- | ---- | ---- | ---- | ---- | ---- | ---- | ---- | ---- | ---- | ---- | ---- |
| Oh, Pretty Woman                                 | 544 | 678 | 801 | 647 | 499 | 782 | 776 | 657 | 780 | 675 | 1102 | 961 | 1122 | 1443 | 1273 | 1640 | 1736 | 1885 | 1782 | 1532 | 1390 | 1389 | 1569 | 1764 | 1781 | 1952 |

1. ↑  Een vetgedrukt getal geeft de hoogste notering aan.

### Evergreen Top 1000
| Evergreen Top 1000 "Oh, Pretty Woman" | Evergreen Top 1000 "Oh, Pretty Woman" | Evergreen Top 1000 "Oh, Pretty Woman" | Evergreen Top 1000 "Oh, Pretty Woman" | Evergreen Top 1000 "Oh, Pretty Woman" | Evergreen Top 1000 "Oh, Pretty Woman" | Evergreen Top 1000 "Oh, Pretty Woman" | Evergreen Top 1000 "Oh, Pretty Woman" | Evergreen Top 1000 "Oh, Pretty Woman" | Evergreen Top 1000 "Oh, Pretty Woman" | Evergreen Top 1000 "Oh, Pretty Woman" | Evergreen Top 1000 "Oh, Pretty Woman" | Evergreen Top 1000 "Oh, Pretty Woman" | Evergreen Top 1000 "Oh, Pretty Woman" | Evergreen Top 1000 "Oh, Pretty Woman" | Evergreen Top 1000 "Oh, Pretty Woman" | Evergreen Top 1000 "Oh, Pretty Woman" |
| Jaar                                  | 2008                                  | 2009                                  | 2010                                  | 2011                                  | 2012                                  | 2013                                  | 2014                                  | 2015                                  | 2016                                  | 2017                                  | 2018                                  | 2019                                  | 2020                                  | 2021                                  | 2022                                  | 2023                                  |
| ------------------------------------- | ------------------------------------- | ------------------------------------- | ------------------------------------- | ------------------------------------- | ------------------------------------- | ------------------------------------- | ------------------------------------- | ------------------------------------- | ------------------------------------- | ------------------------------------- | ------------------------------------- | ------------------------------------- | ------------------------------------- | ------------------------------------- | ------------------------------------- | ------------------------------------- |
| Positie                               | 195                                   | 91                                    | 25                                    | 25                                    | 32                                    | 77                                    | 343                                   | 297                                   | 196                                   | 181                                   | 165                                   | 257                                   | 264                                   | 222                                   | 328                                   | 286                                   |

## Coverversies
Er bestaan vele coverversies van het nummer, waaronder:
- Johnny Rivers op zijn livealbum In Action van 1964.
- The Newbeats op het album Run Baby Run uit 1965.
- Al Green op zijn album I'm Still in Love with You uit 1972.
- John Mellencamp op zijn album Chestnut Street Incident uit 1976.
- Connie Francis nam het nummer in 1978 op in het Engels en het Duits. In beide versies is de titel veranderd in Lovin' Man.
- In 1982 zette Van Halen het nummer op het album Diver Down. Het kwam ook uit op single en bracht het tot de 12e plaats in de Billboard Hot 100.
- Alvin and the Chipmunks namen het nummer in 1990 op voor de soundtrack bij hun tv-documentaire Rockin' through the Decades.
- Jan Rot vertaalde het nummer in 1996 als Lieve Jongen op zijn album Rot voor jou.
- Green Day voert het nummer soms live uit; ook Westlife heeft dat gedaan.
- Bruce Springsteen en John Fogerty zongen het nummer op 29 oktober 2009 in de Rock and Roll Hall of Fame.
- Bon Jovi heeft het nummer live gespeeld tijdens ‘The Circle Tour’ van 2010.

In 1989 nam 2 Live Crew een parodie van het nummer op voor zijn album Clean as They Wanna Be. Acuff-Rose Music, het bedrijf dat de rechten op de nummers van Roy Orbison bezit, begon een rechtszaak, die echter door 2 Live Crew gewonnen werd.